# مونوغراد

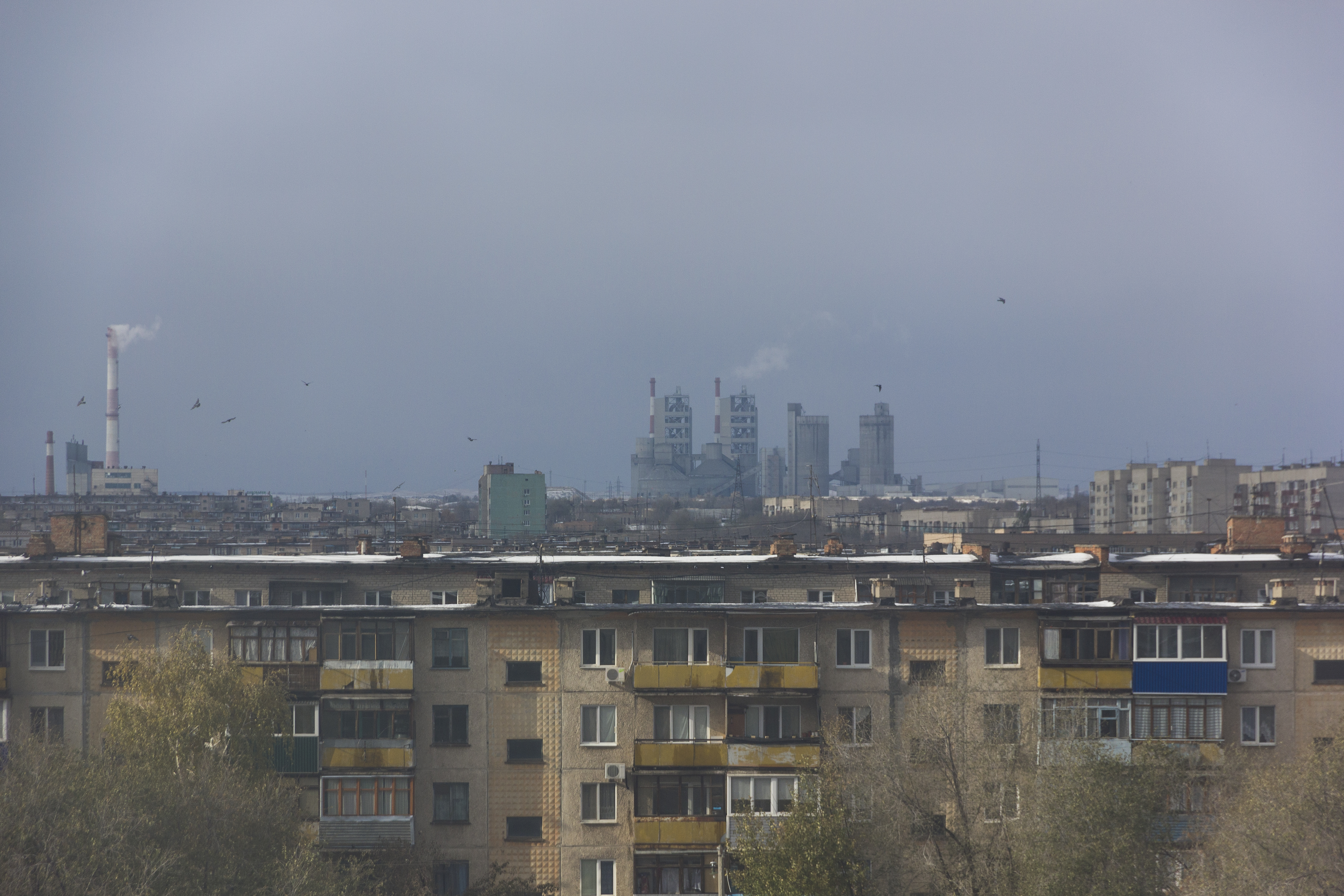

مونوغراد (بالروسية: моногород) في روسيا هي البلدة التي يشتغل معظم سكانها في صناعة أو في شركة واحدة. وبعض المونوغرادات من مخلفات الاقتصاد السوفييتي المخطط فحينها أقيمت بلدات في مناطق مدروسة.